# Tajemnicza wyspa (serial telewizyjny)
Tajemnicza wyspa (ang. Mysterious Island, 1995) – kanadyjski serial przygodowy science-fiction wyprodukowany przez Alantis Films i Tasman Film & Television Ltd. Serial zrealizowany na podstawie powieści Juliusza Verne’a pod tym samym tytułem.

## Emisja
Światowa premiera serialu miała miejsce 15 czerwca 1995 r. na kanale Family. Ostatni odcinek został wyemitowany 9 listopada 1995 r. W Polsce serial nadawany był na kanałach Polsat 2 i TV4.

## Obsada
- Alan Scarfe jako kpt. Cyrus Harding (wszystkie 22 odcinki)[1]
- C. David Johnson jako Jack Pencroft (13)
- Colette Stevenson jako Joanna Pencroft (22)
- Stephen Lovatt jako Gideon Spilett (22)
- Gordon Michael Woolvett jako Herbert Pencroft (22)
- Andy Marshall jako Neb Brown (13)
- John Bach jako kapitan Nemo (22)
- Frank Whitten jako Ayrton (6)
- Glynis Paraha jako uzdrawiaczka (3)
- Jaesen Kanter jako Tinowa (3)
- Jay Laga’aia jako Tenape (3)
- Chantelle Bowkett jako Mahina (3)
- Henry Asamoah jako Neb Brown (2)
- Peter McCauley jako p. Spilett (2)
- Carmel McGlone jako pani Spilett (2)
- Daniel Chilton jako 12-letni Gideon Spilett (2)
- Kevin Wilson jako kpt. Cutler (2)
- Nicko Vella jako 5-letni Gideon Spilett (2)
- Nick Gopperth jako syn kapitana Nemo (2)
- Cliff Curtis jako Peter (2)
- Robin Kora jako szef (2)
- Jaime Passier-Armstrong jako Ovelanui „Nui” (2)
- John Cairney jako kpt. Nemo/Sebastian Nile (1)
- Lisa Chappell jako Jane Morecombe (1)
- Rebekah Mercer jako Priscilla Hawthorne (1)
- Robert Bruce jako Zachary (1)
- Joel Tobeck jako Jake (1)
- Grant McFarland jako Szef (1)
- Joe Folau jako brat Nui (1)
- John Dybvig jako Smyth (1)